# Z33 (есмінець)
Z33 (нім. Z 33) — військовий корабель, ескадрений міноносець типу 1936A (Mob) Кріґсмаріне за часів Другої світової війни.
Есмінець Z33 закладений 22 грудня 1940 року на верфі заводу Deutsche Schiff- und Maschinenbau, AG Weser у Бремені. 15 вересня 1941 року спущений на воду, а 6 лютого 1943 року введений до складу військово-морських сил Третього Рейху. Корабель брав участь у бойових діях в атлантичних та арктичних водах, до березня 1945 року бився біля берегів Норвегії. Після капітуляції нацистської Німеччини есмінець був переданий до ВМФ СРСР, як контрибуція; отримав ім'я «Проворний». 1955 році перероблений на плавучу казарму. 1960 році постраждав унаслідок пожежі і в 1962 році зданий на брухт.

## Історія служби

### Друга світова війна
Після введення до строю Z33 до 22 липня 1943 року проходив етап бойової підготовки та злагодження екіпажу. Потім разом з Z29 прибув в розташування арктичної бойової групи — колишньої 4-ї флотилії есмінців під командуванням капітана-цур-зее Рольфа Йоханнессона, який повернувся із Середземного моря, де він командував трофейним есмінцем «Гермес» і заслужив Лицарський хрест.
У вересні ескадрені міноносці взяли участь у найбільшій за складом сил, але невдалу за досягнутими результатами, операції «Цитронелла». В ході операції «Тірпіц», Z31 (лідер 4-ї флотилії), Z33 і Z29 у районі Грьонфіорда потрапили під влучний артилерійський вогонь норвезької берегової батареї. Z29 (корветтен-капітан фон Мутіус) отримав потрапляння 102-мм снаряда, який убив 1 офіцера і 3 матросів, 4 людини отримали поранення. Z31 (корветтен-капітан Альберті) був пошкоджений вогнем 37-мм і 20-мм автоматів (3 убитих, 1 поранений). У корпусі і надбудовах Z33 (корветтен-капітан Голторф) нарахували 33 пробоїн, втрати його екіпажу — 3 убитих і 25 поранених. В помсту есмінці обрушили на ворога вогонь 150-мм артилерії. Головний калібр лінкора в цей час піддав обстрілу селище Баренцбург, куди потім був висаджений десант чисельністю близько 300 осіб.
20 грудня командувач Крігсмаріне грос-адмірал К.Деніц домігся у А.Гітлера дозволу атакувати наступний конвой до СРСР і, після отримання 25 грудня даних про наближення конвою JW 55B до о. Ведмежий, наказав Тимчасовому командувачу ударним з'єднанням у Норвегії контрадміралу Е. Бею вийти на перехоплення союзного транспортного конвою. О 19:00 25 грудня німецьке з'єднання з лінійного крейсера «Шарнгорст» (командир капітан-цур-зее Хінтце) і 5 есмінців 4-ї флотилії капітана-цур-зее Йоханнессона вийшло з Алта-фіорда в море Е.Бей планував завдати удар по конвою близько 10:00 26 грудня, в разі поганої погоди і видимості справу повинні були вирішити торпедні атаки есмінців. О 7:03 26 грудня німецькі кораблі здійснили поворот до точки зустрічі з конвоєм і почали пошук.
В ході морського бою, який точився протягом дня, британські кораблі завдали серйозних пошкоджень лінкору «Шарнгорст», який приблизно о 18:45 внаслідок отриманих ушкоджень від вогню противника затонув.
17 липня 1944 року Z33 був атакований британськими винищувачами F4U «Корсар» авіації Королівського військово-морського флоту під час операції «Маскот» під час нападу на лінійний корабель «Тірпіц», але зазнав лише поверхневої шкоди.
Починаючи з жовтня 1944 року корабель супроводжував конвої під час операції «Нордліхт», з евакуації військ вермахту з північної Норвегії. 26 жовтня флотилія німецьких есмінців спробувала перехопити радянські ескадрені міноносці «Баку», «Гремящий», «Розумний» і «Роз'ярений», які обстріляли порт у Варде, але успіху не мала.
27 грудня Z33 разом з однотипним Z31 встановили мінне поле біля міста Гоннінгсваг. 3 січня 1945 року два кораблі виставили ще одне мінне поле біля Гаммерфесту.
25 січня Z31, Z34 і Z38 покинули Тромсе, a Z33, який перебував на півночі без повноцінного технічного обслуговування вже 17 місяців, проходив ремонт у Нарвіку.
5 лютого 1945 року Z33 вийшов з норвезького порту Нарвік. Вранці 7 лютого в районі Бру-фіорда (200 миль на південний захід від Тронгейма) есмінець вдарився об підводну скелю, втратив правий гвинт, погнув вал і розпоров днище; обидві машини вийшли з ладу. З великими труднощами підійшли сторожовик і тральщики, які відбуксирували до Форде-фіорду. вранці 9 лютого його виявили британські літаки-розвідники.
Уранці 9 лютого пошкоджений німецький есмінець виявили британські літаки-розвідники. Близько 17 години почався повітряний наліт, в якому взяло участь 32 штурмовики «Бофайтер» 18-ї авіагрупи Берегового командування під прикриттям 10 винищувачів «Мустанг». Умови не сприяли тим, хто атакував. Есмінець і його ескорт (проривач загороджень, 2 тральщики, 3 сторожові кораблі) розташовувалися у вузькому і скелястому фіорді під прикриттям зенітних батарей, а неподалік розташовувався аеродром винищувальної авіації. Штурмовики змушені були заходити з одного напрямку, підставляючись під вогонь зенітних гармат, яким навіть не треба було міняти кути прицілювання, а на виході з атаки на них чекали «фокке-вульфи» і «мессершмітти». Ця атака згодом отримала назву «Чорної п'ятниці» Берегового командування. Z33 отримав тільки одне пошкодження внаслідок влучення авіаційної ракети в район напівбаку і втратив 4 осіб убитими, жоден з ескортних кораблів також серйозно не постраждав. Британці втратили 10 літаків (три з них збили зенітники, інші винищувачами) — майже чверть з тих, які брали участь в атаці.

### У складі радянського ВМФ
Після капітуляції нацистської Німеччини Z33 передали, як репарацію до ВМФ СРСР. 1 січня 1946 року він був прийнятий у Вільгельмсгафені радянською командою, 17 січня прибув до Лієпаї і 13 лютого 1946 року зарахований до складу флоту під назвою «Проворний». Тривалий час перебував на ремонті та переозброєнні й лише у березні 1950 року ескадрений міноносець «Проворний» повернувся в Лієпаю, де увійшов до Балтійського флоту. 30 листопада 1954 року «Проворний» вивели з бойового складу і перекваліфікували на навчальний есмінець.
1 березня 1958 року корабель перейшов до складу Ленінградської військово-морської бази, де його роззброїли і передали як плавказарму під номером ПКЗ-149. У 1960 був серйозно пошкоджений у результаті пожежі і затонув на місці стоянки. Згодом корпус колишнього німецького есмінця Z33 підняли і передали на розбирання.